# 네레아 카마초
네레아 카마초(Nerea Camacho, 1996년 5월 15일~)는 스페인의 배우이다.

## 출연 작품
- 푸가(2012)
- 우연히도 행운이(2011)
- 어린 시절의 영웅들(2010)
- 카미노(2008)